# Sphecodes rugulosus
Sphecodes rugulosus là một loài Hymenoptera trong họ Halictidae. Loài này được Sichel mô tả khoa học năm 1865.